# 1905年のスポーツ

## できごと
- 11月27日 - 第1回「オーストラレージアン・テニス選手権」（Australasian Tennis Championship）の男子シングルス決勝戦がオーストラリア・メルボルンで行われ、ロドニー・ヒースが初代優勝者となる。

## アイスホッケー
- スタンレー・カップ
1月：優勝：オタワ・シルバーセブン、準優勝：ドーソンシティ・ナゲッツ
3月：優勝：オタワ・シルバーセブン、準優勝：ラットポーテージ・シスルズ

## 競馬

### 日本
- 根岸競馬場で天皇賞の前身となるエンペラーズカップ（皇帝陛下御賞盃競走）が開催される。優勝馬：カチドキ
- 馬券発行が黙許

### イギリス
クラシック
- 2000ギニー優勝馬：ヴェダ
- 1000ギニー優勝馬：チェリーラス
- エプソムダービー優勝馬：キケロ
- オークス優勝馬：チェリーラス
- セントレジャーステークス優勝馬：シャラクーム
- ジョッキークラブステークス優勝馬：セントアマント
- アスコットゴールドカップ優勝馬：ジンファンデル
- グッドウッドカップ優勝馬：レッドローブ
- ドンカスターカップ優勝馬：バーチェラーズボタン
- エクリプスステークス優勝馬：ヴァルダー
- プリンスオブウェールズステークス優勝馬：プラムセンター
- チャンピオンステークス:優勝馬：プリティーポリー
- ケンブリッジシャーステークス優勝馬：ベロシティ
- グランドナショナル優勝馬：カークランド

リーディングサイアー
- チャンピオンサイアー - ガリニュール
- チャンピオンブルードメアサイアー - セントサイモン

## ゴルフ

### 世界4大大会（男子）
- 全米オープン優勝者：ウィリー・アンダーソン（アメリカ）
- 全英オープン優勝者：ジェームズ・ブレード（イギリス）

## 自転車競技

### ロードレース
- 第3回ツール・ド・フランス
総合優勝：ルイ・トゥルスリエ（フランス）

## テニス

### グランドスラム
- 全豪選手権　男子単優勝：ロドニー・ヒース（オーストラリア）
- 全仏選手権　男子単優勝：モーリス・ジェルモー（フランス）、女子単優勝：ケイト・ギロー（フランス）
- ウィンブルドン　男子単優勝：ローレンス・ドハティー（イギリス）、女子単優勝：メイ・サットン（アメリカ）
- 全米選手権　男子単優勝：ビールズ・ライト（アメリカ）、女子単優勝：エリザベス・ムーア（アメリカ）

「全豪選手権」（最初の名称：オーストラレーシアン・テニス選手権、Australasian Tennis Championship）の第1回大会が行われた年。最初は男子シングルス・男子ダブルス2部門のみで始まった。

## 野球

### 日本
- 4月4日～6月29日 - 早稲田大学野球部が安部磯雄部長引率のもと日本の野球チームとして初のアメリカ遠征を行い（26戦7勝19敗）、米国野球の最新知識を得て帰国

### アメリカ大リーグ
- ワールドシリーズ
ニューヨーク・ジャイアンツ（ナ・リーグ） （4勝1敗） フィラデルフィア・アスレチックス（ア・リーグ）

## 誕生
- 3月1日 - 安田幸吉（東京都、ゴルフ、+2003年）
- 3月30日 - 織田幹雄（広島県、陸上競技、+1998年）
- 5月18日 - 松田昇（高知県、野球、+1982年）
- 5月9日 - リリ・デ・アルバレス（スペイン、テニス、+1998年）
- 6月7日 - ジェームス・J・ブラドック（アメリカ、ボクシング、+1974年）
- 7月27日 - レオ・ドローチャー（アメリカ、野球、+1991年）
- 8月23日 - フィリス・キング（イギリス、テニス、+2006年）
- 8月29日 - 村社講平（宮崎県、陸上競技、+1998年）
- 9月28日 - マックス・シュメリング（ドイツ、ボクシング、+2005年）
- 10月6日 - ヘレン・ウィルス・ムーディ（アメリカ、テニス、+1998年）
- 10月15日 - アンジェロ・スキアビオ（イタリア、サッカー、+1990年）
- 10月25日 - 稲川東一郎（群馬県、野球、+1967年）

## 死去
- 6月27日 - ハロルド・マホニー（アイルランド、テニス、*1867年）